# Willy De Rijcke
Willy De Rijcke (11 februari 1944) is een Belgische voormalige atleet, die zich had toegelegd op het verspringen. Hij werd eenmaal Belgisch kampioen.

## Biografie
De Rijcke werd in 1964 Belgisch kampioen verspringen. Hij was aangesloten bij Vlierzele Sportief.

## Belgische kampioenschappen
| Onderdeel   | Jaar |
| ----------- | ---- |
| verspringen | 1964 |

## Persoonlijke records
| Onderdeel   | Prestatie | Datum       | Plaats   |
| ----------- | --------- | ----------- | -------- |
| verspringen | 7,48 m    | 27 mei 1963 | Oordegem |

## Palmares
verspringen
- 1964:  BK AC – 7,35 m